# Livezile (gmina w okręgu Mehedinți)
Livezile – gmina w Rumunii, w okręgu Mehedinți. Obejmuje miejscowości Izvorălu de Jos, Izvoru Aneștilor, Livezile, Petriș i Ștefan Odobleja. W 2011 roku liczyła 1678 mieszkańców.